# Pusto Polje
Pusto Polje – wieś w Słowenii, w gminie Nazarje. W 2018 roku liczyła 77 mieszkańców.